# Ilha Buldir

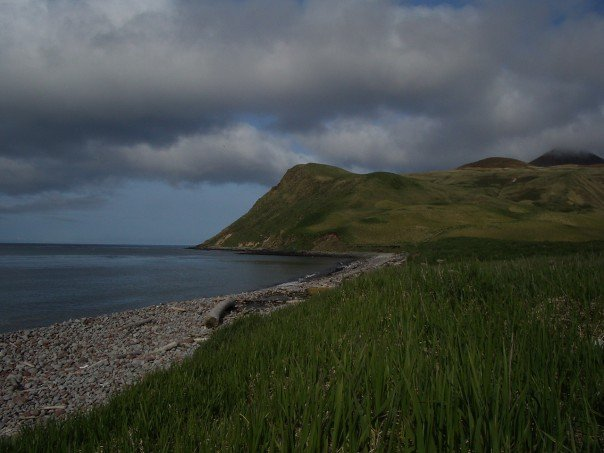
North Bight Beach

A Ilha Buldir (também escrita Buldyr, em aleúte: Idmaax) é uma pequena ilha na parte oeste das Ilhas Aleutas no estado americano do Alasca. Localiza-se entre as Ilhas Near no oeste e as Ilhas Rat no leste.
A ilha é pequena, com uma área de apenas 19,291 km² (7,4482 mi²). Tem 6,9 km (4,3 mi) de largura e 4 km ( 2,5 mi) de comprimento. Não há nenhuma população humana. Os dois maiores vulcões na ilha são o vulcão Buldir, que forma a maior parte da ilha e o vulcão East Cape, que forma a seção noroeste da ilha.